# Noëlla Rouget

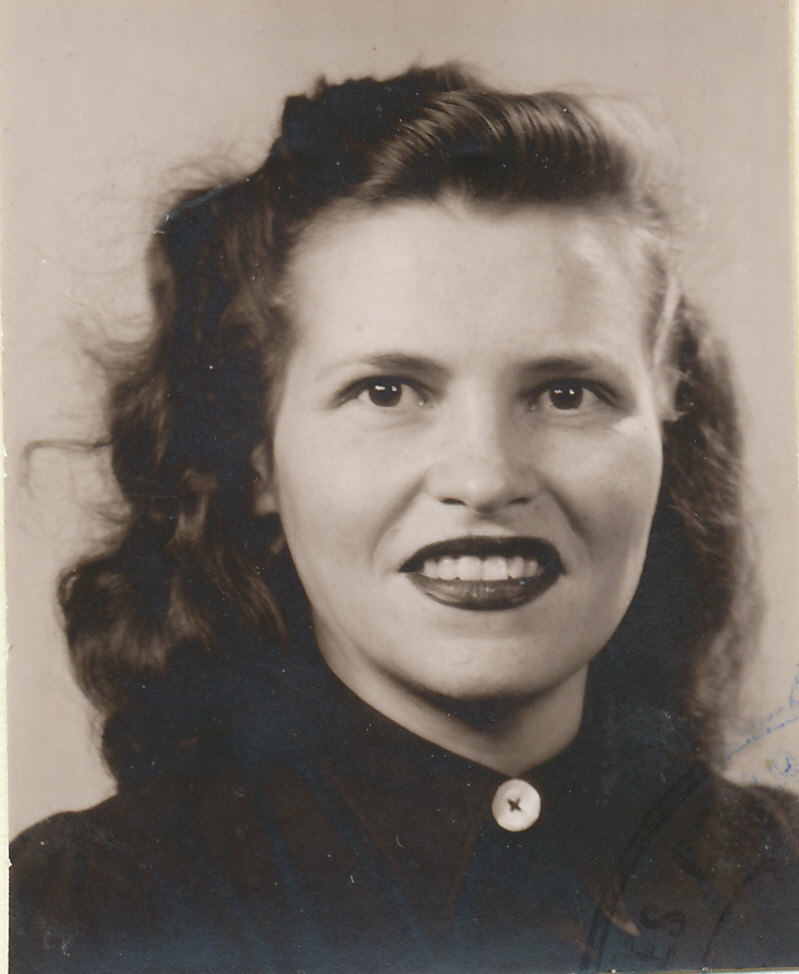
Noëlla Poudeau (1942/43)

Noëlla Rouget (* 25. Dezember 1919 in Saumur, Frankreich als Noëlla Poudeau; † 22. November 2020 in Genf, Schweiz) war eine französische Widerstandskämpferin und Lehrerin.

## Biographie
Noëlla Rouget wurde als Noëlla Poudeau in Saumur als Tochter von Clément Poudeau und Marie geb. Bossard geboren. Ihr sechs Jahre älterer Bruder Georges wurde katholischer Priester. Noëlla besuchte die Scolarité au pensionnat Saint-Laud d’Angers. Sie engagierte sich bei den Pfadfindern Frankreichs in leitender Position. Obwohl sie eine literarische Karriere anstrebte, hielt sie der Zweite Weltkrieg davon ab.

### Während des Zweiten Weltkriegs
Während des Westfeldzugs im Jahr 1940 arbeitete Rouget als Lehrerin an der Scolarité au pensionnat Saint-Laud d’Angers. Den Appell Charles de Gaulles vom 18. Juni hörte sie nicht, sondern entdeckte ihn bei einem Spaziergang auf einem Flugblatt.
Am folgenden Tag wurde Angers von Nazi-Deutschland besetzt. Nach Beginn der Besatzung begann sie, ohne das Wissen ihrer Eltern Flugblätter und Untergrundzeitungen zu verteilen. Sie wurde zur Verbindungsperson, die verschiedene Pakete, darunter unwissentlich auch Waffen, zu den Kämpfern der französischen Résistance brachte. Ihr erster Kontakt war René Brossard, der später, am 23. Oktober 1943, von den Nazis zu Tode gefoltert wurde. Sie schloss sich dem Netzwerk Honneur et Patrie an, einer gaullistischen Organisation unter der Leitung von Victor Chatenay.
Laut Capitaine F. W. Hazeldine schloss sie sich im Juni 1942 bis zu ihrer Verhaftung dem englischen Netzwerk Buckmaster Alexandre Privet an. Sie war eine von mehreren Franzosen, die während des Krieges zwei oder mehr Netzwerken angehörten. Während ihrer Widerstandstätigkeit lernte sie Adrien Tigeot kennen, einen jungen Lehrer, der dem Service du travail obligatoire entkommen war. Die beiden beschlossen, sich zu verloben, bevor sie im Juni 1943 verhaftet und in Angers inhaftiert wurden. Tigeot wurde am 13. Dezember 1943 von den Nazis erschossen. Kurz vor seinem Tod schickte er einen Brief an Rouget, in dem er sie ermutigte, «zu leben, zu vergessen und zu lieben».
Am 9. November 1943 wurde Rouget von Angers ins KZ Royallieu und am 31. Januar 1944 zusammen mit fast 1000 anderen Menschen, darunter Geneviève de Gaulle-Anthonioz, in das KZ Ravensbrück deportiert, wo sie am 2. Februar ankamen. Rouget erhielt die Nummer 27240 und kam nach einigen Tagen der Quarantäne in den Block 27. Sie musste an sechs Tagen in der Woche 12 Stunden arbeiten. Zweimal gelang es ihr dank der Hilfe ihrer Mitgefangenen, der Gaskammer zu entkommen, und sie freundete sich mit mehreren anderen Lagerinsassen an, darunter de Gaulle-Anthonioz, Germaine Tillion und Denise Vernay.

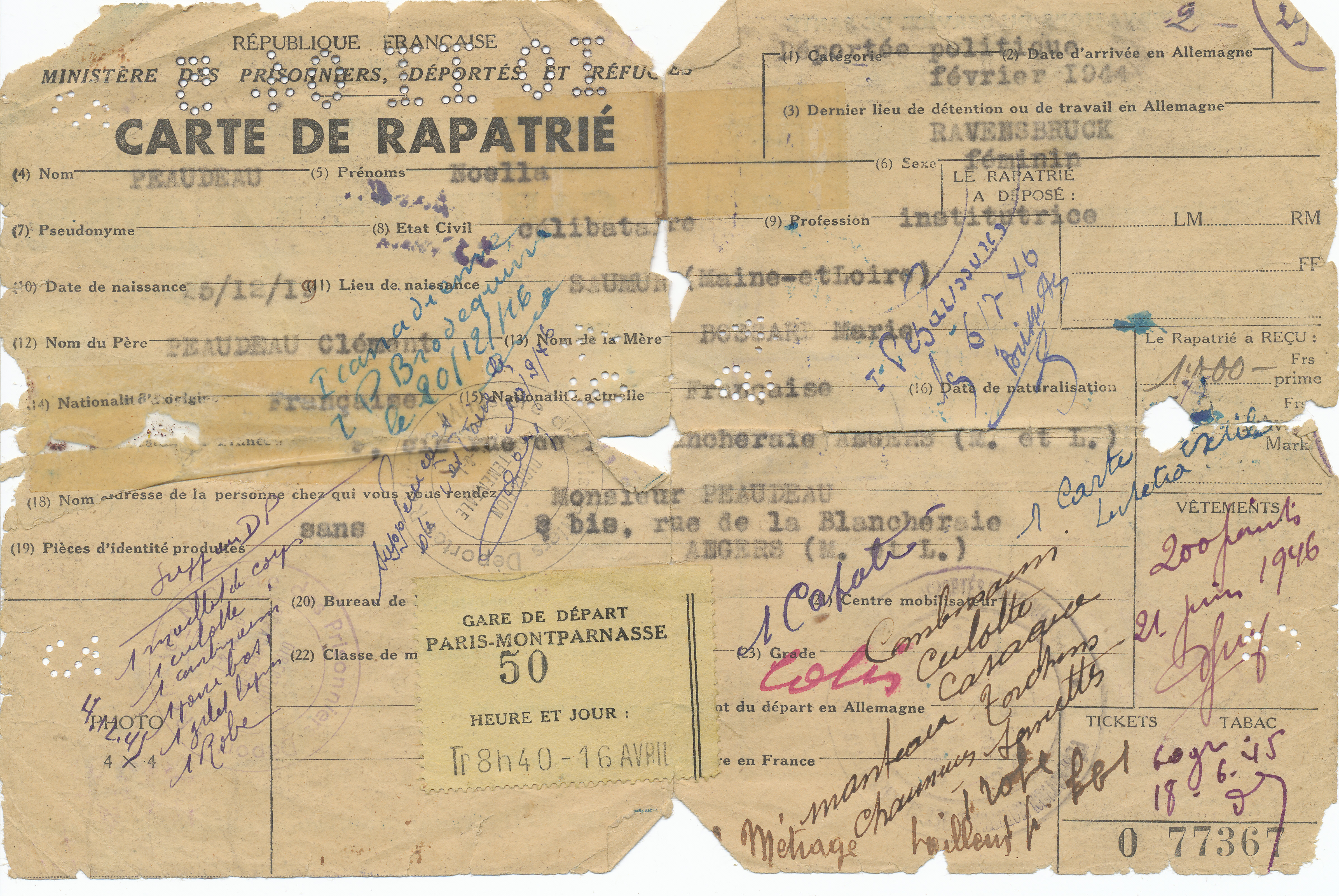
"Carte de rapatriée", April 1945

Am 5. April 1945 wurde Rouget zusammen mit 300 anderen Gefangenen im Austausch gegen 464 deutsche Gefangene auf einer viertägigen Reise nach Kreuzlingen in der Schweiz befreit. Am 10. April kam die Gruppe in Annemasse, Frankreich, an. Nach medizinischer Behandlung und zwei Tagen Ruhe nahm sie einen Zug zurück nach Paris und kam am 14. April am Gare de Lyon an.
Charles de Gaulle empfing sie und brachte sie mit seiner Nichte Geneviève zusammen. Nach einem Aufenthalt im Hôtel Lutétia kehrte Rouget nach Angers zurück und war wieder mit ihrer Familie vereint, von der sie befürchtet hatte, sie sei im Krieg verloren gegangen. Sie wog 32 kg, litt an einem tuberkulösen Ödem und war obdachlos.
Im Sommer 1945 schlug Geneviève de Gaulle-Anthonioz vor, Rouget zur medizinischen Behandlung in die Schweiz zu bringen. Am 3. September zog sie mit 20 anderen Personen nach Château-d’Oex und wohnte im Chalet La Gumfluh, einem der neun Zentren, die von der Association nationale des anciennes déportées et internées de la Résistance (ADIR) eingerichtet worden waren. Dort lernte sie André Rouget, ihren späteren Ehemann, kennen, und das Paar liess sich in Genf nieder. Sie bekamen zwei Söhne, Patrick und François. André starb 2005, nachdem er sich sehr für den Service Civil International engagiert hatte und Kriegsdienstverweigerer aus Gewissensgründen war.

### Nach dem Zweiten Weltkrieg

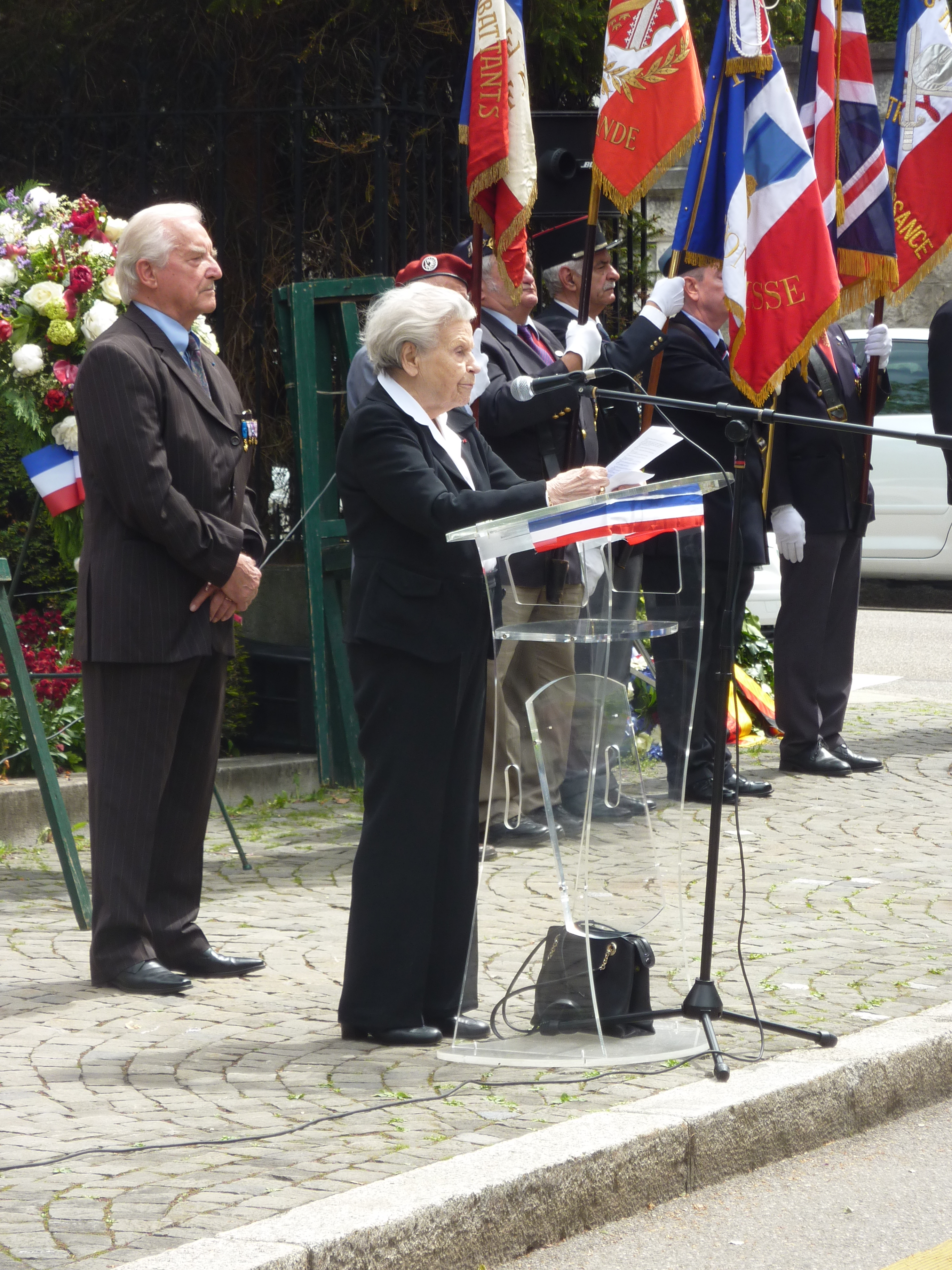
Noëlla Rouget während der Zeremonie am Tag der Befreiung (8. Mai) in Genf (2013)

Wie viele andere Überlebende des Holocausts und der Deportationen sprach Rouget lange Zeit nicht über ihre Erlebnisse. Im Jahr 1965 wurde sie jedoch als Zeugin im Prozess gegen Jacques Vasseur, den Leiter der Gestapo in Angers, der für den Tod ihres ersten Verlobten verantwortlich war, geladen. Vasseur wurde zum Tode verurteilt, aber Rouget, die ihm verziehen hatte, bat Präsident de Gaulle um seine vollständige Begnadigung, die dieser gewährte. In den 1980er-Jahren, angesichts der zunehmenden Leugnung des Holocaust, beendete Rouget ihr Schweigen zu diesem Thema.
Als eine Lausanner Lehrerin, Mariette Paschoud, die Gaskammern öffentlich leugnete, schickte Noëlla der Lehrerin am 20. August 1986 einen offenen Brief, der in der Gazette de Lausanne veröffentlicht wurde. Der Brief wurde auch von der Zeitschrift Voix et Faces veröffentlicht, die zahlreiche offene Briefe an Holocaust-Leugner veröffentlichte, von denen einige zuvor in der Zeitschrift L’Hebdo erschienen waren. Rouget sagte in der Fernsehsendung Temps Present von Radio Télévision Suisse am 19. Februar 1987 über ihre Erfahrungen öffentlich aus.
Von da an berichtete Rouget an verschiedenen Schulen in der Schweiz und in den französischen Alpen über ihre Erlebnisse. Sie sagte mit den Worten von Albert Camus: «Wer in dieser Welt würde auf die schreckliche Hartnäckigkeit des Verbrechens antworten, wenn nicht die Hartnäckigkeit des Zeugnisses.» Sie hielt an jedem Jahrestag der deutschen Kapitulation Reden im französischen Konsulat in Genf. Von 1997 bis 2017 nahm sie am Jom haScho’a teil. Sie begleitete auch Schulklassen auf Ausflügen von Genf nach Auschwitz. Bei der Beerdigung von Geneviève de Gaulle-Anthonioz im Jahr 2002 würdigte Rouget sie und auch andere Freunde wie Paule de Schoulepnikoff im Namen von ADIR in Bossey und Notre-Dame de Paris.

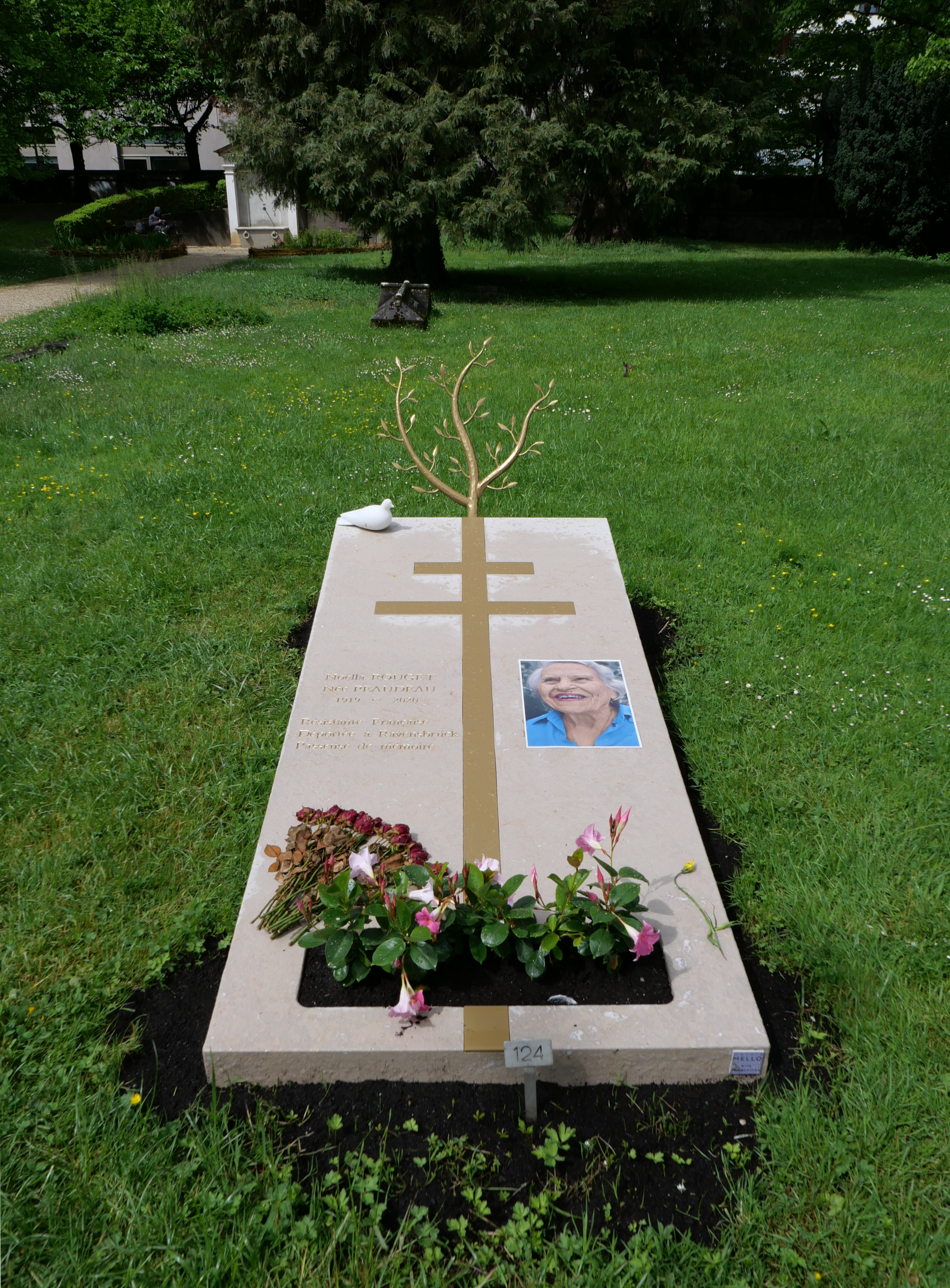
Das Grab im Jahr 2024

Am 14. Mai 2011 unterzeichnete Rouget zusammen mit Marie-José Chombart de Lauwe, Stéphane Hessel, Raymond Aubrac und Daniel Cordier den Appel de Thorens-Glières, der darauf abzielt, die Botschaft des Conseil national de la Résistance zu republizieren. Während einer Rede an der Internationalen Schule Genf im Jahr 2013 sagte sie: «Wenn ich zu Ihnen über die Leiden spreche, die wir in Ravensbrück erlebt haben, dann spreche ich, um die jüngeren Generationen zur Wachsamkeit zu ermahnen, denn wenn Auschwitz möglich war, dann ist Auschwitz möglich, solange Hass auf andere, Rassismus und Hass in der Welt, herrschen.» Am 15. Juni 2016 enthüllte sie eine Gedenktafel vor dem Chalet La Gumfluh, in dem sie im Dienste von ADIR wohnte, und ehrte damit die Menschen, die dort Dienst taten, darunter auch Irène Gander-Dubuis, bekannt als Mademoiselle Irène. In einem Artikel im Le Monde vom 12. September 2019 widmete Benoît Hopquin Rouget zwei ganze Seiten, auf denen er ihre Aktion zur Rettung von Jacques Vasseur hervorhob. Der Artikel wurde von France Inter und France 24 aufgegriffen.

Noëlla Rouget starb am 22. November 2020 im Alter von 100 Jahren in Genf. Sie fand ihre letzte Ruhestätte auf dem Cimetière des Rois, der als Panthéon von Genf gilt, da die Bestattung dort solchen Persönlichkeiten vorbehalten ist, die sich besonders um die Allgemeinheit verdient gemacht haben. Ihr Grabstein trägt die Inschrift:
« Résistante Française 
Déportée à Ravensbrück 

Passeuse de mémoire »

## Auszeichnungen
- 1946: Diensturkunde für die Hilfe als Freiwillige im Dienst der Vereinten Nationen
- 1946: Croix de guerre 1939–1945 in Bronze
- 1995: Commandeur de la Légion d’Honneur
- 2009: Grand Officier de l’ordre national du Mérite
- 2019: Grand-croix de l’ordre national du Mérite

## Werke
- «Croyez au moins en le parole des témoins». In: Gazette de Lausanne. 20. August 1986, S. 2.
- Paule de Schoulepnikoff. In: Voix et Visages. Nr. 243, Januar 1995, S. 3.
- Un bouquet en liberté pour notre Présidente. In: Voix et Visages. Nr. 279, März 2002, S. 1.
- Le chemin du retour de Ravensbrück. In: Passé simple. Nr. 6, Juni 2015, S. 12 f.